# Vitelio Ruiz Hernández
Vitelio Ruiz Hernández (Santiago de Cuba, 28 de abril de 1928-ibídem, 15 de abril de 2019) fue un lingüista y pedagogo cubano.
Junto con su esposa Eloína Miyares Bermúdez crearon una metodología para que maestros y alumnos mejoraran su pronunciación y ortografía, y más tarde fundaron en 1971 el Centro de Lingüística Aplicada de Santiago de Cuba (CLA).
El CLA organiza bienalmente desde el año 1987 el Simposio Internacional de Comunicación Social, que reúne en Santiago a expertos en lingüística, lexicografía y lingüística computacional.

## Investigación y aportaciones
Estas son sus aportaciones más destacadas:
- Estudio sincrónico del habla de Santiago de Cuba, tanto a nivel fonético como fonológico)
- El consonantismo en Cuba, especialmente mediante numerosos análisis acústicos sobre el habla de los locutores de radio y televisión.
- Vacuna Ortográfica VAL-CUBA, investigación lapsogramática a nivel primario.[5]
- Creación de metodologías para el perfeccionamiento de la expresión oral y escrita de los escolares cubanos.

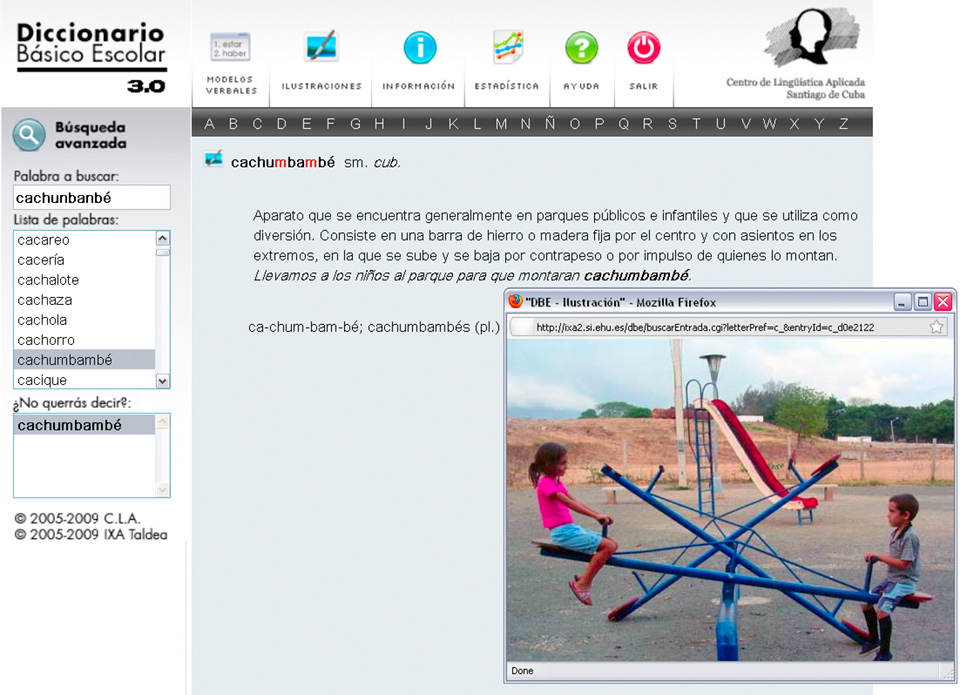
Diccionario Básico Escolar Cubano online (2010)
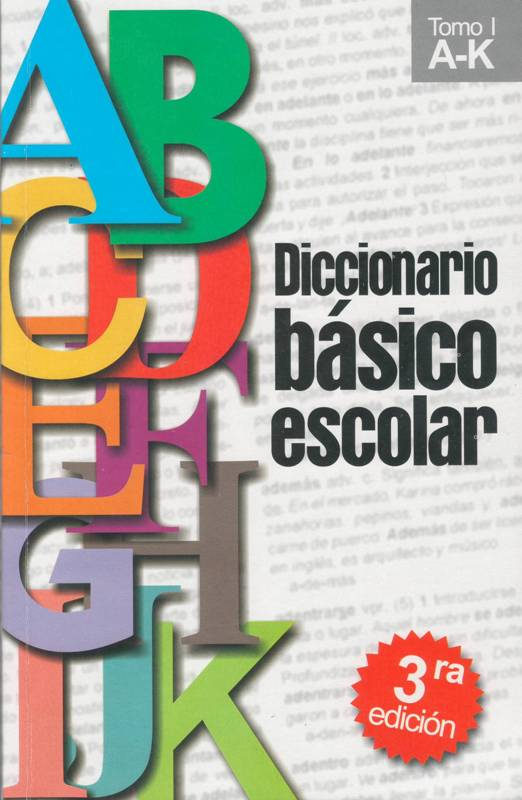
Portada diccionario